# Campeonato Sudamericano de Béisbol 2013
El Campeonato Sudamericano de Béisbol 2013 fue la XIV versión del torneo organizado por la Confederación Sudamericana de Béisbol (CSB), que se llevó a cabo del 14 al 21 de septiembre del 2013 en Santiago, Chile.

## Primera ronda
| Posición | Equipo    | Ganados | Perdidos | C. Anotadas | C. Recibidas |
| -------- | --------- | ------- | -------- | ----------- | ------------ |
| 1        | Brasil    | 5       | 0        | 48          | 11           |
| 2        | Argentina | 4       | 1        | 62          | 26           |
| 3        | Ecuador   | 3       | 2        | 59          | 35           |
| 4        | Chile     | 2       | 3        | 21          | 37           |
| 5        | Perú      | 1       | 4        | 34          | 57           |
| 6        | Bolivia   | 0       | 5        | 12          | 70           |

| Leyenda               |
| --------------------- |
| Avanzan a semifinales |
| Eliminados            |

## Segunda Ronda
| Juego       | Ganador   | Resultado | Perdedor |
| ----------- | --------- | --------- | -------- |
| Semifinal 1 | Argentina | 4-2       | Ecuador  |
| Semifinal 2 | Brasil    | 9-1       | Chile    |

## Finales
| Juego  | Ganador   | Resultado | Perdedor |
| ------ | --------- | --------- | -------- |
| Bronce | Ecuador   | -         | Chile    |
| Oro    | Argentina | 1-0       | Brasil   |

| Bandera de Argentina |
| Campeón Argentina    |
| Quinto título        |